# إديلسون (لاعب كرة قدم، مواليد 1993)
أديلسون تافاريس دوس سانتوس هو لاعب كرة قدم برازيلي في مركز الوسط، ولد في 25 مارس 1993 في بتروبوليس في البرازيل. لعب مع سانتو أندريه ونادي بالميراس.

## وصلات خارجية
- أديلسون تافاريس دوس سانتوس على موقع قاعدة بيانات كرة القدم.إي يو (الإنجليزية)
- أديلسون تافاريس دوس سانتوس على موقع Soccerway.com (الإنجليزية)